# Parkinsonizm plus
Parkinsonizm plus, parkinsonizm atypowy – grupa pierwotnych schorzeń neurodegeneracyjnych charakteryzujących się obecnością objawów parkinsonowskich współistniejących z innymi objawami uszkodzenia układu nerwowego.
Najczęstszymi schorzeniami w grupie parkinsonizmu plus są:
- postępujące porażenie nadjądrowe (PSP),
- zanik wieloukładowy (MSA),
- zwyrodnienie korowo-podstawne (CBD),
- otępienie z ciałami Lewy’ego (DLB).

## Różnicowanie
W diagnostyce parkinsonizmu plus należy zwrócić uwagę na tzw. objawy ostrzegawcze, które sugerują rozpoznanie jednego ze schorzeń tej grupy, a nie choroby Parkinsona. Są to:
- ograniczona odpowiedź na lewodopę
- objawy postawne (upadki)
- otępienie we wczesnym etapie choroby
- dysfagia, dyzartria, stridor, dysautonomia we wczesnym okresie choroby
- objawy piramidowe
- objawy móżdżkowe
- uszkodzenie obwodowego neuronu ruchowego
- objawy zespołu płata czołowego
- objawy zespołu płata ciemieniowego
- palilalia, echolalia
- dystonia
- mioklonie
- zaburzenia ruchomości gałek ocznych w pionie
- wczesny, nagły początek choroby
- gwałtowna progresja
- symetryczny początek
- brak drżenia, drżenie nietypowe

Przeczytaj ostrzeżenie dotyczące informacji medycznych i pokrewnych zamieszczonych w Wikipedii.